# 또 보자...의 계절
「또 보자...의 계절」(またね…のキセツ)은 2011년 2월 16일에 일본에서 발행된 이나즈마 올 스타즈의 싱글이다

## 개요
「또 보자…의 계절」은『이나즈마 일레븐』113~127화의 엔딩이다.
이나즈마 올 스타즈는 이나즈마 일레븐에 등장하는 캐릭터 엔도 마모루(cv.타케우치 준코), 고엔지 슈야(cv.노지마 히로후미), 키도 유우토(cv.요시노 히로유키), 카제마루 이치로타(cv.니시가키 유카)、후부키 시로(cv.미야노 마모루)가 이 곡을 위해 결성한 유닛이다.
「최강에 최고」는 T-Pistonz+KMC가 부른『극장판 이나즈마 일레븐 최강군단 오우거의 습격』의 주제곡을 이나즈마 올 스타즈ver.으로 편곡해서 부른것이다.

## 등록곡
1. 또 만나...의 계절(またね…のキセツ)
작곡・작사 - 山崎徹&KMC
이나즈마 일레븐 ED테마
Wii게임 이나즈마 일레븐 스트라이커즈ED테마
2. 최강에 최고(最強で最高)
작곡・작사 - 山崎徹&KMC
3. 또 만나...의 계절(またね…のキセツ)（Original Karaoke）
4. 최강에 최고(最強で最高)（Original Karaoke）

## DVD（초회한정판）
1. 「또 만나...의 계절」애니메이션 엔딩Ver.
2. 「또 만나...의 계절」이나즈마 일레븐 팬 감사제 라이브Ver.
3. 타케우치 준코(엔도 마모루 성우 스폐셜 인터뷰
4. 이나즈마 일레븐 3 세계로의 도전!! 디오우거 프로모션 비디오
5. 이나즈마 일레븐 스트라이커즈 프로모션 비디오
6. 이나즈마 일레븐3 세계로의 도전!! 디오우거 탄생편 CM
7. 이나즈마 일레븐3 세계로의 도전!! 3편의 차이편 CM
8. 이나즈마 일레븐3 세계로의 도전!! 최강의 적을 쓰려뜨려라 편 CM
9. 이나즈마 일레븐 TCG 세계로의 도전편 확장팩 제5탄CM
10. 이나즈마 일레븐DVD통지 CM